# Абсолютно твърдо тяло
Във физиката абсолютно твърдо тяло (или идеално твърдо тяло) е идеализация на твърдите тела, при която деформациите се пренебрегват. Това означава, че разстоянието между всеки две точки на абсолютно твърдото тяло остава постоянно във времето, независимо от силите, действащи върху него. Макар че такъв теоретичен модел не би могъл да съществува физически поради относителността, при много задачи може да се ползва приближението на абсолютно твърдо тяло с голяма точност.
В класическата механика идеалното твърдо тяло обикновено се счита, че има непрекъснато разпределение на масата, докато при квантовата механика абсолютно твърдото тяло обикновено се разглежда като състоящо се от отделни точкови маси (например молекули). То има само постъпателни и въртеливи степени на свобода, т.е. кинетична енергия свързана само с постъпателно и въртеливо движение. В тримерното пространство абсолютно твърдото тяло има 6 степени на свобода – 3 постъпателни и 3 въртеливи.